# Сіньял-Убеєво
Сінья́л-Убе́єво (рос. Синьял-Убеево, чув. Çĕньял Упи) — присілок у складі Красноармійського району Чувашії, Росія. Входить до складу Красноармійського сільського поселення.
Населення — 149 осіб (2010; 165 у 2002).
Національний склад:
- чуваші — 99 %